# Михаил Асен (Византия)
Вижте пояснителната страница за други личности с името Михаил Асен.
Михаил Асен (на гръцки: Μιχαήλ Άσάν, Μιχαήλ ό Άσάν[ης] или Μιχαήλ Παλαιολόγος Κομνηνός Άσάνης) е византийски аристократ от български произход, титулуван „цар на България “ в 1302/1303 г.
Михаил Асен е най-възрастният син на цар Иван Асен III и Ирина Палеологина, роден около 1280 г. По бащина линия принадлежи към българската царска династия Асеневци, а по майчина към визнатийската императорска династия Палеолози. Като баща си, Михаил Асен прекарва значителна част от живота си във Византия. След смъртта на Иван Асен III е претендент за българския престол, подкрепян от византийския император Андроник II Палеолог. Има хипотези, че в началото на ХІV век сече монети с български и латински надписи, като вторите са предназначени за каталанските наемници, с чиято помощ се опитва да отстрани цар Тодор Светослав от престола.
По време на гражданската война между двамата императори, дядо и внук – Андроник Стари и Андроник Млади, Михаил Асен, заедно с деспот Димитър и протовестиария Андроник Палеолог, застават на страната на стария император, като действат срещу неговите противници (към 1326 – 1327 г.). В един момент от тези междуособици, при настъпилото надмощие на младия Андроник, се налага те да потърсят помощ за стария император при сръбския крал Стефан Дечански. Впоследствие Михаил Асен предава на сърбите важната византийска крепост Просек, в която резидира по това време, преминавайки на служба към сръбския крал. Най-вероятно Михаил Асен остава до края на живота си в западните български земи, тогава включени в състава на засилилата се Сръбска държава.
Предполага се, че Михаил Асен има три деца:
- Ирина Асенина 1342 – 1362
- Ярослав Асен Палеолог
- Авраам Асен Палеолог, има 5 деца – Александър Асен, Димитър Асен, Теодора Асенина, Мария Асенина и Асен, везир на Айдън[3]